# Effets des réseaux sociaux sur la santé mentale
La santé mentale définit le bien-être psychique, émotionnel et cognitif ou une absence de trouble mental. Elle est nécessaire au bon fonctionnement de l'organisme humain.
En 2022, environ 4,6 milliards de personnes dans le monde étaient actives sur les réseaux sociaux. Elles passent en moyenne 7 heures chaque jour sur Internet.

## Effets

### Bienfaits
Les réseaux sociaux peuvent présenter de réelles opportunités d'apporter de la positivité pour la santé de l'Homme. Les réseaux sociaux permettent notamment de créer des liens sociaux et d'exprimer sa créativité. Ils peuvent être un réel moyen d'aider les personnes en supprimant les tabous, notamment portant sur la santé mentale (dépression, etc.).
Le soutien social, c'est-à-dire, se sentir accompagné et ne pas se sentir seul participe au bien-être des personnes. Les réseaux sociaux ont notamment été très utilisés pendant les différents confinements à travers le monde et ont été utiles pour se distraire et s'évader des soucis quotidiens. Les réseaux sociaux peuvent avoir certains effets bénéfiques s'ils sont utilisés modérément et à bon escient.

### Méfaits
Le harcèlement en ligne ou la cyber victimisation seraient responsables notamment d'automutilations[réf. nécessaire]. Le cyberharcèlement serait le plus dangereux pour la santé mentale[réf. nécessaire].
L'addiction est en outre un problème majeur des réseaux sociaux, et des smartphones et autres appareils électroniques connectés. En 2017, une étude réalisée par le psychologue Dr. Adam Alter[réf. nécessaire] révélait que 56 % des élèves d'un collège[Lequel ?][Où ?] préféreraient se briser la main plutôt que de voir leur smartphone détruit.
Les sollicitations permanentes sur les réseaux sociaux comme WhatsApp peuvent absorber un temps considérable et être source de conflits, notamment entre générations.
Refuser d'être membre d'un groupe WhatsApp par souci de protection de sa vie privée face à l'entreprise Meta, ou pour préserver son temps, peut conduire à de violents conflits entre amis, ou au sein d'une famille, et conduire à l'exclusion sociale dans la "vrai vie" de celui qui se montre "éloigné de WhatsApp". Cela peut se vivre très mal, surtout quand certaines personnes en obligent d'autres à s'inscrire contre leur volonté sur WhatsApp alors que ces dernières expriment simplement leurs doutes légitimes et leur réticence concernant la faible confidentialité des données personnelles traitées de façon opaque par l'entreprise Meta de Mark Zuckerberg. Ces personnes se retrouvent alors contraintes « d'en être », sous peine d'être exclues du groupe d'amis dans la vraie vie, et certaines personnes ne supportent plus les groupes WhatsApp. Les utilisateurs des groupes WhatsApps les plus prosélytes assurant spontanément la promotion du système, celui-ci s'est rapidement répandu de façon tentaculaire et contribue à la privatisation progressive de l'internet et au remplacement des systèmes ouverts de communication comme les courriers électroniques et les SMS (texto sur téléphone mobile). Cependant, l'émergence de la technologie RCS (Rich Communication Services) appelée à remplacer les SMS et MMS (Multimedia Messaging Service) sur smartphones Android et iPhone représente une alternative logicielle multiplateforme et ouverte à WhatsApp.
L'obligation de mettre à disposition de l'entreprise Meta tout son carnet d'adresse en s'inscrivant sur WhatsApp et le fait que Meta revend à des courtiers tiers les métadonnées de connexion (charactéristiques techniques du smartphone utilisé (identifiant de l'appareil), message envoyé à qui, depuis où, quand, avec quelle fréquence, temps de connexion, dans quelles circonstances…) des conversations WhatsApp illustre le problème de protection de la vie privée des utilisateurs séduits de prime abord par la gratuité du produit. L'appréhension d'être traqué par un des géants du net qui enregistre et recoupe sans cesse des informations d'apparence anodine pour certains, mais très riches en renseignements (analyse des réseaux sociaux) pour une entreprise technologiquement capable de les analyser et de les utiliser à son seul profit, peut représenter une charge mentale supplémentaire pour les personnes les plus critiques du système, surtout si elles sont soumises à la pression sociale du groupe.